# Szojuz TMA–1
A Szojuz TMA–1 a Szojuz TMA orosz háromszemélyes szállító/mentőűrhajó űrrepülése volt 2002-től 2003-ig. A 20. emberes repülés a Nemzetközi Űrállomásra (ISS).

## Küldetés
Hosszú távú cserelegénységet szállított az ISS fedélzetére. A tudományos és kísérleti feladatokon túl az űrhajók cseréjére volt szükség.

## Jellemzői
2002. október 30-án a Bajkonuri űrrepülőtér indítóállomásról egy Szojuz–FG hordozórakéta juttatta Föld körüli, közeli körpályára. Tömege 7220 kilogramm, teljes hossza 6,98 méter, maximális átmérője 2,72 méter. Önálló repüléssel 14 napra, az űrállomáshoz csatolva 6 hónapra  (200 nap) tervezték szolgálatát. Több pályamódosítást követően november 1-jén az ISS-t automatikus vezérléssel megközelítette, majd sikeresen dokkolt. Az orbitális egység pályája 88,7 perces, 51,6 fokos hajlásszögű, elliptikus pályájának perigeuma 193 kilométer, apogeuma 235 kilométer volt.
Tervek szerint Lance Bass amerikai zenész indult volna 4. űrturistaként. Fizetési késedelem miatt nem kapott engedélyt a repülésre, ezért Loncsakov lépett elő a tartalék személyzetből. A Columbia űrrepülőgép katasztrófája megváltoztatta az ISS legénységi cserék  folyamatát (felszállás/visszatérés). Teljesítették az előírt (orosz, belga) kutatási, kísérleti programot.
2003. május 4-én műszaki hiba miatt (a leszállást segítő giroszkóp téves adatot szolgáltatott) keményebb leszállás következett, az űrhajósok erőteljes gravitációs (8,1  g) terhelést kaptak. Arkalik (oroszul: Арқалық) városától hagyományos visszatéréssel, a tervezett leszállási körzettől mintegy 405 kilométerre nyugatra ért Földet. A mentőcsapatok csak a leszállás után adott vészjelzések (az összeköttetés az antennák sérülése miatt megszakadt) alapján tudták behatárolni az űrhajó pozícióját. Felvetődött a legénység műholdas telefonnal történő ellátása (összeköttetés folyamatossága). Összesen 185 napot, 22 órát, 53 percet és 14 másodpercet töltött a világűrben. 2901 alkalommal kerülte meg a Földet.

## Személyzet

### Felszállásnál
- Szergej Viktorovics Zaljotyin parancsnok
- Frank De Winne fedélzeti mérnök
- Jurij Valentyinovics Loncsakov fedélzeti mérnök

### Leszálláskor
- Nyikolaj Mihajlovics Budarin parancsnok
- Kenneth Dwane Bowersox fedélzeti mérnök
- Donald Roy Pettit fedélzeti mérnök

### Tartalék személyzet
- Jurij Valentyinovics Loncsakov parancsnok
- Alekszandr Ivanovics Lazutkin fedélzeti mérnök